# Moderata Fonte
Moderata Fonte, pseudònim de Modesta Pozzo (Venècia, 15 de juny de 1555 - Venècia, 1592), fou una escriptora veneciana. A banda del diàleg protofeminista publicat pòstumament, Il merito delle donne, (1600) pel qual és més coneguda, també va escriure poesia religiosa i romàntica. Alguns detalls sobre la seva vida són coneguts gràcies a la biografia de Giovanni Niccolò Doglioni (1548-1629), el seu oncle, inclòs en els diàlegs.

## Biografia
Va néixer el 1555 a la República de Venècia. Modesta Pozzo de Zorzi fou la segona filla de Cicilia i Hieronimo de Pozzo, que van morir a causa de la pesta quan ella només tenia un any. Amb el seu germà Leonardo, va haver d'anar a viure amb la seva àvia materna i el seu segon marit, Prospero Saraceni. Essent encara molt petita, va anar a estudiar al convent de Santa Maria, on aprengué a cantar, a llegir la llengua vernacla i a cosir. Quan va tornar a casa de la seva àvia, el messer Saraceni li va permetre de llegir qualsevol llibre de la seva biblioteca, i va començar ella sola seriosos estudis especialitzats en llatí. També el marit de la seva àvia l'estimulà perquè escrivís des de ben jove.
Com tota dona veneciana de l'època, Fonte aprengué a dissenyar, pintar i tocar el llaüt i el clavicèmbal; a més, com que estava privada de poder assistir a l'escola de gramàtica, li preguntava al seu germà cada dia el que havia après.
Posteriorment Fonte va anar a viure amb la filla del messer Saraceni i el seu marit, que publicaria la biografia de l'autora el 1593, en set pàgines, titulada Vita della Signora Modesta Pozzo de'Zorzi nominata Moderata Fonte. Doglioni l'ajudà en els seus estudis i escrits i finançà el seu primer llibre, Floridoro. En aquesta època començaria a usar el nom de Moderata Fonte. Quan tenia 27 anys, Doglioni li elegí un advocat anomenat Filippo de'Zorzi com a marit i la parella es casà el 15 de febrer de 1583. Durant el matrimoni ella seguí escrivint, cosa estranya en l'època, ja que les dones no acostumaven a poder ecriure un cop casades. Després de deu anys de matrimoni i tres fills, Modesta morí a Venècia durant el part de la seva quarta filla, el 2 de novembre de 1592, amb només 37 anys.
Doglioni la descriu a la seva biografia com una dona extremadament intel·ligent. Fou bona mare i esposa, permeté que les seves filles estudiessin llatí, cantessin i toquessin instruments. Va acabar la seva darrera obra el mateix dia que morí, Il merito delle donne, de manera que va haver de publicar-se pòstumament, el 1600.

## Obres
- Tredici Canti del Floridoro… (Venezia: Stamp. de' Rampazetti, 1581)
- Le feste: rappresentatione avanti il serenissimo prencipe di Venetia Nicolo da Ponte il giorno di S. Stefano (1581) (Venezia: Domenico e Gio. Battista Guerra, fratelli, 1582)
- Canzon nella morte del serenissimo principe di Venetia Nicolò da Ponte (Venezia: Sigismondo Bordogna, 1585)
- La passione di Christo: descritta in ottava rima (Venezia: Domenico e Gio. Battista Guerra, fratelli, 1582)

- La resurrettione di Giesù Christo nostro Signore, che segue alla Santissima Passione, (Venezia: Gio. Domenico Imberti, 1592)
- Il merito delle donne: oue chiaramente si scuopre quanto siano elle degne e più perfette de gli huomini (Venezia: Gio. Domenico Imberti, 1600)

## Traduccions
- Le mérite des Femmes, (francès) traducció i pròleg per Fréderique Verrier, París, Éditions Rue d'Ulm (collection "Versions françaises", 2002.
- The worth of women, (anglès) University of Chicago Press, 1996.
- Das Verdienst der Frauen (alemany) per Daniela Hacke. Múnic: C.H. Beck.